# Akosua Adoma Perbi
« Akosua Adoma Perbi » redirige ici. Ne pas confondre avec Adoma Akosua ni Akosua Adoma Owusu.
Akosua Adoma Perbi (née en 1952) est une auteure ghanéenne et professeure d'histoire à l'Université du Ghana ,,.  
Perbi est l'auteure de A History of Indigenous Slavery in Ghana from the 15th to the 19th Century et a écrit plus de vingt articles et chapitres de livres avec comité de lecture. Perbi agit en tant que représentante permanente du Ghana au Comité scientifique et technique international de l'UNESCO sur le projet Route de l'esclave. Elle est également membre du conseil et trésorière de la Société historique du Ghana,.  
Elle a plus de 30 ans d'expérience dans l'enseignement.

## Éducation
Perbi a fait ses études secondaires au lycée d'Achimota et à la Aburi Girls' Senior High School au Ghana. Elle est diplômée de l'université du Ghana où elle a obtenu son premier diplôme, une maîtrise et un doctorat en histoire.  

## Carrière
Elle a commencé sa carrière d'enseignante en 1974, où elle a enseigné au Aburi Girls Senior High en tant que membre du personnel des services nationaux.  
Elle a également travaillé avec les Archives nationales du Ghana comme archiviste adjointe pendant deux ans (1977–1979) et deux autres années avec l'Institut d'éducation des adultes en tant que tutrice résidente (1979-1981). 
En 1981, elle a commencé à enseigner à l'Université du Ghana jusqu'à ce jour,,,.  

## Publications
- «Enslavement, Rebellion and Emancipation in Africa: The Ghanaian Experience», dans AR Highfield & GF Tyson (éds): Negotiating Enslavement- Perspectives on Slavery in the Danish West Indies, Antilles Press, St. Croix, 2009,  (ISBN 0-916611-10-8)   , pages 15-29[4].
- A History of Indigenous Slavery in Ghana from the 15th to the 19th Century[6],[1]